# Virgilius van Tuil
Virgilius van Tuil is een Nederlandstalige jeugdroman, geschreven door Paul Biegel en uitgegeven in 1978 bij Uitgeverij Holland in Haarlem. Het werk, waarvan de eerste editie geïllustreerd werd door Babs van Wely, is het begin van een vierluik over de dwerg Virgilius van Tuil, en werd achtereenvolgens vertaald in het Engels (1980) en het Afrikaans (1984). Het verhaal werd geschreven in opdracht van de TROS, en werd vervolgens op de radio voorgelezen door Biegel zelf.